# 浙江楠
浙江楠（学名：Phoebe chekiangensis），为樟科楠属下的一个种。

## 扩展阅读
維基物種上的相關：浙江楠